# Gézier-et-Fontenelay
Gézier-et-Fontenelay là một xã thuộc tỉnh Haute-Saône trong vùng Bourgogne-Franche-Comté phía đông nước Pháp.